# Сычёв, Владимир Алексеевич
Владимир Алексеевич Сычёв (2 января 1962, Карачев, Брянская область, РСФСР, СССР) — советский и российский футболист (вратарь), российский футбольный тренер.

## Карьера
Воспитанник ДЮСШ «Спутник» г. Карачев.
Профессиональную карьеру начал в 1979 году в брянском «Динамо», выступавшем во второй лиге чемпионата СССР. В Брянске играл до 1991 г., с перерывом на 1983 год, когда был приглашен в «Звезду» из узбекского города Джизак.
После распада СССР отправился в Болгарию, где выступал за клубы «Велбажд» (Кюстендил), «Чавдар» (Бяла-Слатина). С 1993 выступал за болгарский клуб «Монтана» (Михайловград/Монтана), с которым поднялся из первой лиги в высшую.
В 1995 вернулся в брянское «Динамо», выступал за клуб в третьей и второй лигах России. В 2001 стал тренером вратарей, при этом был играющим тренером, оставаясь в заявке игроков на матчи вплоть до 2007 года. В 2004 г., в 42 года, сыграл 1 матч за «Динамо» в первом дивизионе — 17 октября в Томске против местной «Томи», вышел на замену как полевой игрок вместо полузащитника Виллера на 83 минуте, при счёте 2-0 в пользу хозяев. Всего за брянское «Динамо» в чемпионатах страны сыграл 473 матча.
В 2007 года, с июня по декабрь, был главным тренером брянского «Динамо», выступавшего на тот момент в первом дивизионе. Был назначен на эту должность, после того как клуб не смог найти кандидатуру на замену Софербию Ешугову, ушедшему на повышение в краснодарскую «Кубань». Будучи главным тренером, Владимир Сычёв работал в тандеме с многолетним тренером «Динамо» Виктором Зиминым.
С декабря 2008 по июнь 2018 года входил в тренерский штаб клуба российской премьер-лиги «Амкар» из города Пермь.  Присоединился к клубу, войдя в тренерский штаб болгарского специалиста Димитра Димитрова и его помощников Алекси Желязкова и Детелина Маслова. В дальнейшем работал с другими тренерами, до момента расформирования клуба летом 2018 года.
В июне 2018 года вернулся в брянское «Динамо», где стал тренером вратарей. Спустя два месяца, в августе перешёл в тренерский штаб клуба «СКА-Хабаровск», куда его пригласил Вадим Евсеев. В июне 2021 года стал тренером вратарей в ярославском «Шиннике», который возглавил Евсеев. С переходом Евсеева в «Факел» 1 мая 2023 года перешёл на аналогичную должность в воронежский клуб.